# Macrostemum carolina
Macrostemum carolina är en nattsländeart som först beskrevs av Banks 1909.  Macrostemum carolina ingår i släktet Macrostemum och familjen ryssjenattsländor. Inga underarter finns listade i Catalogue of Life.